# Guy Xhonneux
Guy Xhonneux Dewolf est un botaniste belge, spécialiste des cactus, né en 1953 à Boma, au Congo belge.

## Éléments biographiques
Après l’indépendance il partit avec sa famille en Belgique où il termina ses études d’ingénieur agronome à Bruxelles.
Durant son service social en Colombie pendant les années 1970, il participa aux différentes activités  du jardin botanique de Bogotá.
De retour en Colombie, à la suite de la crise de l'emploi en Belgique, il créa Cactus Cachipay (du nom de la localité éponyme), la principale exploitation de cactus de Colombie, avec plus de 3 200 espèces différentes de cactacées.
Guy Xhonneux écrit aussi dans différentes revues spécialisées en cactacées, comme Cactus Aventure et la revue de Monaco AIPS.

## Publications
- Novedades taxonómicas y sinopsis del género Melocactus Link. & Otto. (Cactaceae) en Colombia. Rev. Acad. Colomb. Cienc. 26(100): 353-365 Guy Xhonneux & Fernandez-Alonso. (2002)[1]

## Apparitions médiatiques
- Journal El Tiempo (Colombie, 1992)[2]
- Revue Trends (Belgique, 1995)[3]
- Journal Lien Horticole (France, 1997)
- Boletin Cultural y Bibliografico, Banco de la República (Colombie 1997)[4]
- Journal Concorde (colombo-français, 1997)
- Revue Semana (Colombie 1998)[5]

- Une série de documentaires télévisés sur les plantes succulentes et leurs soins (1999)[6]
- Revue Kaktusz-uilag(  Hongrie, 2004)
- Documentaire Les étrangers qui ont décidé d'adopter la Colombie Canal Caracol-Bancolombia, Colombie 2007 )[7]

- Enciclopedia Ilustrada de los cactus y otras suculentas, tomo II, Antonio Gomez (España 2006)[8]

- Journal El Tiempo - Cundinamarca - (2008)